# Liste des districts du Liban
Les huit gouvernorats (muhafazat) du Liban sont divisés en 25 districts (ou cazas). Seul le gouvernorat de Beyrouth n'est pas divisé en districts. Ils sont eux-mêmes subdivisés en municipalités

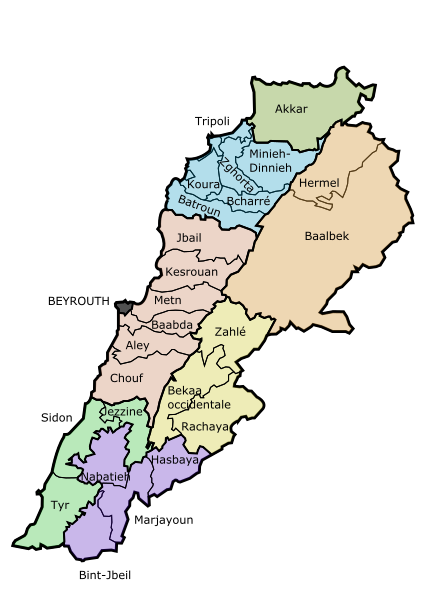
gouvernorats :
Beyrouth
Akkar
Baalbek-Hermel
Mont-Liban
Nord
Bekaa
Liban du Sud
Nabatieh

## Beyrouth
Pas de district

## Akkar
- Akkar (Halba)

## Baalbek-Hermel
- Baalbek (Baalbek)
- Hermel (Hermel)

## Mont-Liban
- Baabda (Baabda)
- Aley (Aley)
- Metn (Jdeideh)
- Kesrouan (Jounieh)
- Chouf (Beiteddine)
- Jbeil (Byblos)

## Nord
- Tripoli (Tripoli)
- Zghorta (Zghorta / Ehden)
- Bcharré (Bcharré)
- Batroun (Batroun)
- Koura (Amioun)
- Minieh-Denieh (Minieh / Syr Denieh)

## Bekaa
- Zahlé (Zahlé)
- Rachaya (Rachaya)
- Bekaa occidentale (Joub Jenin)

## Liban du Sud
- Sidon (Sidon)
- Jezzine (Jezzine)
- Tyr (Tyr)

## Nabatieh
- Nabatieh (Nabatieh)
- Marjayoun (Marjayoun)
- Hasbaya (Hasbaya)
- Bint-Jbeil (Bint-Jbeil)